# Lisa Allen-Agostini
Lisa Allen-Agostini (née dans les années 1970) est une journaliste, rédactrice et écrivaine trinidadienne de fiction, de poésie et de théâtre. Elle est également une comédienne de stand-up, jouant le rôle de Just Lisa.
Elle est chroniqueuse pour le Trinidad and Tobago Guardian, écrivant à la fois en créole trinidadien et en anglais standard, et parmi d'autres publications où son journalisme apparaît, citons le Trinidad Express, Caribbean Beat, Caribbean Review of Books, et Trinité-et-Tobago Newsday. Elle est l'auteur de romans pour jeunes et adultes, et ses fictions et sa poésie ont été largement publiées, notamment dans Lightspeed, Wasafiri, sx salon, Susumba, Moko, past simple, et About Place Journal. Elle contribue aux anthologies Mothership: Tales of Afrofuturism and Beyond (éditées par Bill Campbell et Edward Austin Hall, 2013) et New Daughters of Africa (éditées par Margaret Busby, 2019). Le premier roman pour adultes de Lisa Allen-Agostini, The Bread the Devil Knead, est sélectionné en avril 2022 pour la liste restreinte du Prix féminin de fiction.

## Biographie

### Éducation et début de carrière littéraire
Née à Trinidad, Lisa Allen-Agostini fréquente la Lower Morvant Government School et la Bishop Anstey High School. Elle obtient un diplôme spécialisé en anglais à l'Université des Antilles, St Augustine. Elle étudie également la scénographie. Elle est actrice au Trinidad Theatre Workshop.
Elle souhaite très tôt devenir écrivaine, dès sa victoire en 1991 à un concours de poésie dans les écoles nationales qui l'incite à auto-éditer un livre de poèmes intitulé Quelque chose à dire en 1992.
Elle commence sa carrière de journaliste en travaillant au Trinidad Express, en tant que rédactrice et rédactrice en chef d'un magazine hebdomadaire pour la jeunesse appelé Vox. Elle rejoint le Trinidad Guardian en 1998.
En 2001, une bourse Alfred Friendly Press lui permet de passer cinq mois au Washington Post, avant de retourner travailler à divers titres au Trinidad Guardian jusqu'en 2010. Elle écrit également pour la Caribbean Review of Books.
Son livre de science-fiction pour jeunes adultes, The Chalice Project, est publié en 2008 et, la même année, elle co-édite et contribue à l'anthologie policière Trinidad Noir.
En 2009, elle fonde le Allen Prize For Young Writers, nommé ainsi en l’honneur de son père, qui est une entreprise à but non lucratif dédiée au développement du talent des jeunes écrivains,.
En 2013, elle reçoit une bourse de l'organisation mondiale de défense Women Deliver pour assister à leur conférence en mai de la même année en Malaisie. Elle est égalementprésélectionnée pour le prix Hollick Arvon dédié aux écrivains caribéens émergents. Enfin, elle est écrivaine en résidence Dame Hilda Bynoe en 2014 à l'Université St George de Grenade,.
En 2017, elle rejoint l'équipe de Trinidad and Tobago Newsday en tant que journaliste indépendante,.Cette année-là, son roman pour jeunes adultes Home Home remporte le troisième prix du Burt Prize for Caribbean Young Adult Caribbean Literature et est publié en 2018 par Papillote Press.
En 2019, elle lance le partenariat de comédie féministe caribéenne FemComTT avec Louris Lee-Sing, se produisant lors d'événements tels que Just Lisa et Lyrix. Elle co-anime également l'émission de discussion en ligne The Givin' Trouble Show,,.
Lisa Allen-Agostini contribue à New Daughters of Africa 2019, édité par Margaret Busby pour Myriad Editions,. Elle participe à un événement présentant l'anthologie au MBAC Bocas Lit Fest,,.

### The Bread the Devil Knead(2021)
En mai 2021, Myriad publie son premier roman pour adultes, The Bread the Devil Knead (Le pain que le diable pétrit), décrit comme un « roman noir domestique riche, brut et urgent sur le sexe et la survie se déroulant dans la capitale de Trinidad »,. La critique Joanne Owen écrit : « Chaque mot parfaitement placé, chaque phrase parfaitement formée sonne avec vérité et frappe profondément. (...) Brut et d'une beauté douloureuse, c'est vraiment remarquable ». Selon Literandra : « C'est un livre qui vous coupera le souffle et vous mettra en colère, vous perturbera mais vous comprendrez. Il est honnête, brut et est susceptible de trouver un écho auprès de nombreuses femmes à travers le monde car il expose sans pitié ce que cela peut signifier. être une femme dans un monde dirigé par des hommes, et ce que signifie vivre à l'intersection du genre, de la race et de la pauvreté». La revue de Scroll.in concluait : « The Bread the Devil Knead est une force et Lisa Allen-Agostini a fixé des normes très élevées non seulement pour l'écriture féminine, mais aussi pour la fiction littéraire mondiale. Bravo ! » .
Kei Miller et Nalo Hopkinson écrivent respectivement à propos du livre : « Vous plongez dans la première page et ne reprenez votre souffle qu'à la dernière... Tout à fait agréable » et « (il) vous met à rude épreuve pour vous reconstruire encore une fois. Allen-Agostini a un œil inébranlable ».
En mars 2022, The Bread the Devil Knead est annoncé comme ayant été inclus sur la liste longue du Prix des femmes de fiction,,. Il fait ensuite partie de la liste restreinte de six,,,.

## Prix et reconnaissance
- 2001 : Bourse de presse Alfred Friendly
- 2013 : Bourse des médias Women Deliver
- 2013 : Sélectionné pour le Prix Hollick Arvon pour les écrivains caribéens émergents
- 2014 : Dame Hilda Bynoe, écrivaine en résidence à l'Université St George, Grenade
- 2017 : Prix Burt de littérature caribéenne pour jeunes adultes, troisième prix pour Home Home
- 2022 : Présélectionnée pour le Prix Féminin de Fiction pour The Bread the Devil Knead[43]